# Whitney Houston
Whitney Elizabeth Houston (9. srpna 1963 Newark, New Jersey – 11. února 2012 Beverly Hills, Kalifornie) byla americká popová, R&B a gospelová zpěvačka, herečka, filmová a producentka, příležitostná textařka a bývalá modelka.
Jednalo se o jednu z nejprodávanějších a nejúspěšnějších světových zpěvaček. V roce 2009 ji Guinnessova kniha rekordů uvedla jako nejoceňovanější umělkyni všech dob. Během svého života získala celkem 657 cen, mezi jinými dvě ceny Emmy, šest cen Grammy, třicet hudebních ocenění Billboard a dvacet dva Amerických hudebních cen. Řadila se ke světově nejlépe prodávaným umělcům s více než 220 miliony nahrávek. Svoji kariéru odstartovala v roce 1985, kdy debutovala eponymním albem Whitney Houston. Jednalo se o interpretku, jež otevřela dveře do světa hudby dalším afroamerickým umělcům a patrně také ovlivnila mnoho svých následovnic. Během své kariéry se díky charismatickému vystupování, hlasovým dispozicím a úspěchům v hudbě stala legendou a pěveckou veličinou.

## Kariéra

### Počátky
Už jako malá zpívala v gospelovém sboru, který vedla její matka Cissy Houston. Jako mladistvá zpívala po nocích v barech, kde si jí všiml Clive Davis, její pozdější producent. Zajímavostí je, že se podílela na doprovodných vokálech písně „I Am Every Woman“ zpěvačky Chaka Khan, ze které o pár let později udělala hit, který byl vydán na soundtrackovém albu k filmu The Bodyguard. Měla před sebou také slibnou kariéru modelky a jako jedna z prvních černošek se také objevovala v módním magazínu Seventeen.

### 80. léta
Debutovala v roce 1985 albem Whitney Houston, které se stalo nejprodávanějším a nejlepším albem téhož roku. Časopis Rolling Stone ho zařadil mezi 500 nejlepších alb všech dob. Album obsahovalo několik hitů jako „How Will I Know“, „You Give Good Love“, „The Greatest Love Of All“ nebo „Saving All My Love For You“, která ji vynesla její první cenu Grammy. Do dnešní doby se alba prodalo 25 milionů.
Téměř stejný úspěch zaznamenalo druhé řadové album pojmenované jednoduše Whitney. Toto album bylo prvním číslem 1 od ženy v americkém žebříčku prodejnosti Billboard 200. Na albu byly takové hity jako „So Emotional“, „Didn't We Almost Have It All“, „Where Do Broken Hearts Go“ nebo „I Wanna Dance With Somebody (Who Loves Me)“, který ji vynesl v roce 1988 druhou cenu Grammy. Zpěvačka v roce 1988 nazpívala oficiální hymnu Letních olympijských her 1988 v Soulu s názvem „One Moment In Time“. V roce 1987 účinkovala na mezinárodním hudebním festivalu v italském Sanremu s písní „All At Once“. Její úspěch na festivalu byl tak obrovský, že si diváci vydobyli druhé mimořádné vystoupení.

### 90. léta

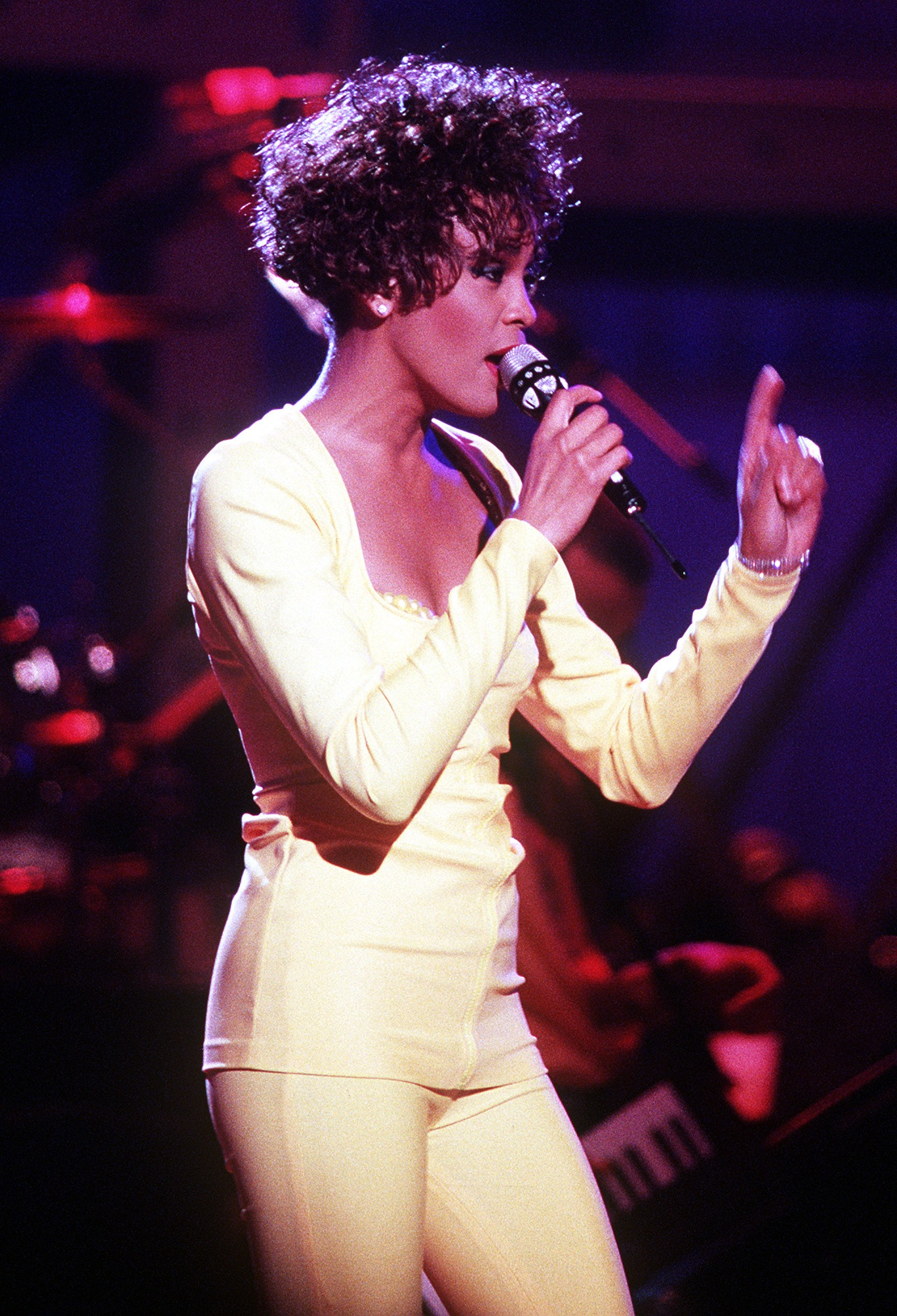
Whitney Houston, 1991

Do devadesátých let vstupovala se třetím řadovým albem s názvem I'm Your Baby Tonight, kde uplatnila poprvé v širším měřítku podobu R&B stylu. Na albu spolupracovaly takové hvězdy jako Babyface, Stevie Wonder nebo Luther Vandross. První dva hity bodovaly v americkém žebříčku na prvním místě, a to píseň „I'm Your Baby Tonight“ a „All The Man That I Need“. V roce 1991 zpívala na největší americké sportovní události Super Bowlu státní hymnu.
V roce 1992 dostala nabídku hrát ve filmu s názvem The Bodyguard. Film se stal celosvětovým trhákem a ji vynesl po boku Kevina Costnera do světa filmu. Soundtrack obsahoval šest zpěvaččiných hitů jako „I'm Every Woman“, „I Have Nothing“, „Run To You“, „Queen Of The Night“, „Jesus Loves Me“ a její nejslavnější a nejúspěšnější píseň všech dob od ženy „I Will Always Love You“. Album je nejprodávanějším soundtrackem na světě a nejprodávanějším albem od ženy do dnešní doby – 44 milionů prodaných kusů.
Za něj obdržela celkem tři Ceny Grammy. Následovalo turné, které se kvůli velkému úspěchu muselo několikrát prodlužovat. Další soundtrack vychází v roce 1995 k filmu Waiting to Exhale, kde hraje po boku Angely Bassetové. Nazpívala úvodní píseň k filmu s názvem Waiting To Exhale (Shoop Shoop) a píseň boduje v americkém žebříčku na první pozici. Dalšími zpěvačkami podílejícími se na albu byly Aretha Franklinová, Mary J. Blige, Toni Braxton, Brandy a Cece Winans, se kterou Whitney na albu nazpívala píseň „Count On Me“. Všechny zpěvačky poté společně vystoupily na předávání cen Grammy s výběrem z téhož alba. Zatím posledním soundtrackem je album k filmu Kazatelova žena, kde Whitney hraje po boku Denzela Washingtona. Velkou část alba tvoří gospelové písně hlavně v jejím podání a také její matky Cissy Houstonové a gospelové legendy Shirley Caesar. Album se stalo nejprodávanější gospelovou deskou všech dob. Nejznámější hity z alba jsou písně „Step by Step“, kde vokály nazpívala Annie Lennox a balada s gospelovým nádechem „I Believe In You And Me“.
Po dlouhých osmi letech přišla v roce 1998 s dalším řadovým albem s názvem My Love Is Your Love. Na albu spolupracovali umělci jako Wyclef Jean, Lauryn Hill, Missy Elliott nebo Rodney Jerkins.
Úvodním hitem se stala píseň „My Love Is Your Love“, která se stala nejhranější písní roku 1998 v USA. Dalším hitem byl song „It's Not Right But Is Okay“, se kterým si v roce 1999 odnesla svou první cenu Grammy za R'n'B výkon. Píseň Heartbreak Hotel nazpívala společně se zpěvačkami Faith Evans a Kelly Price. Na albu si také společně zazpívala duet se zpěvačkou Mariah Carey s názvem „When You Believe“.

### 2001–2008
V roce 2000 je vydáno dvojalbum a DVD s největšími hity od rychlých pecek po táhlé balady, které jsou zejména její doménou. Na albu se nachází i několik nových nahrávek, kde mezi nejznámější patří duet s Georgem Michaelem (If I Told You That) a duet s Enriquem Iglesiasem Could I Have The Kiss Forever. Alba se prodalo na 10 milionů hudebních nosičů. V té době začala mít problémy s hlasem a stále častěji nejsou výjimkou odříkávání koncertů a vystoupení. Stále častěji se stávala terčem bulvárních plátků, které přinášely informace o její drogové závislosti, rodinných problémech a fyzických útocích z manželovy strany a dokonce i o jejím náhlém úmrtí. Zpěvačka se držela a v roce 2001 podepsala nejdražší kontrakt v hudební historii na 100 milionů dolarů na natočení dalších 6 nových alb.[zdroj?] Jejím posledním řadovým albem je Just Whitney, které vyšlo v roce 2002. Snažila se dokázat, že je vše v pořádku, ale na jejím hlase je to přece jen znát. Na albu se podílí Babyface, Missy Elliott, Puff Daddy a také její manžel Bobby Brown. V úvodní písni „Whatchulookinat“ se navezla do světa bulváru, který jí ztěžoval život. Vzhledem k její situaci album nebylo tak komerčně úspěšné.
V roce 2003 ještě vydala vánoční album s názvem One Wish: The Holiday Album a tím na dalších dlouhých pět let opustila svět showbusinessu. Pochází z křesťansky orientované rodiny.
Její matkou je gospelová zpěvačka, která zpívala doprovodné vokály Elvisu Presleymu a Arethě Franklinové.

### Smrt
Dne 11. února 2012 byla nalezena bezvládná v hotelu Beverly Hilton v kalifornském Beverly Hills. Záchranáři se ji snažili 20 minut neúspěšně oživit a v 17:55 místního času (0:55 SEČ) byla prohlášena za mrtvou. Whitney Houston zemřela nešťastnou náhodou utonutím, nicméně k její smrti přispěla srdeční choroba a užívání kokainu.
Její jediné dítě, dcera Bobbi Kristina Brown, zemřela 26. července 2015.

## Diskografie

### Studiová alba
- 1985: Whitney Houston
- 1987: Whitney
- 1990: I'm Your Baby Tonight
- 1998: My Love Is Your Love
- 2002: Just Whitney
- 2003: One Wish: The Holiday Album
- 2009: I Look to You

### Soundtracky, kompilace a jiné
- 1992: The Bodyguard: Original Soundtrack Album (Bodyguard)
- 1995: Až si vydechnu (Waiting to Exhale)
- 1996: Kazatelova žena (Preacher's Wife)
- 2000: Whitney: The Greatest Hits
- 2001: Love, Whitney
- 2007: Ultimate Collection

## Filmografie
| Rok  | název                              | role             | poznámky                                |
| ---- | ---------------------------------- | ---------------- | --------------------------------------- |
| 1984 | Gimme a Break!                     | Rita             | "Katie's College" (série 3, epizoda 20) |
| 1985 | Silver Spoons                      | sama sebe        | (série 3, epizoda ??)                   |
| 1992 | Osobní strážce                     | Rachel Marron    |                                         |
| 1995 | Až si vydechnu                     | Savannah Jackson |                                         |
| 1996 | Kazatelova žena                    | Julia Biggs      |                                         |
| 1997 | Rodgers & Hammerstein's Cinderella | Fairy Godmother  | vytvořeno pro TV (ABC)                  |
| 2003 | Bostonská střední                  | sama sebe        | Cameo Appearance                        |
| 2004 | Nora's Hair Salon                  | sama sebe        | Cameo Appearance                        |
| 2012 | Sparkle                            | Emma             |                                         |